# Sally Mursi
Sally Mursi (en árabe: سالي مرسي‎, 30 de marzo de 1968) es una artista egipcia. Su cirugía de afirmación de género en 1988 fue fuente de controversia y demandas en Egipto.

## Biografía
Mursi nació en el seno de una familia humilde. Su padre era empleado de ferrocarriles y su madre era ama de casa. Fue la quinta entre sus cinco hermano.

### Transición
Antes de someterse a operaciones médicas, Mursi consultó con la psicóloga Salwa Jirjis Labib y se sometió a tres años de terapia de reorientación sexual, tras lo cual Labib la remitió a un cirujano. Mursi fue tratada por el cirujano plástico Ezzat Ashamallah, quien confirmó el diagnóstico de "hermafroditismo psicológico" y le recetó terapia de reemplazo hormonal durante un año antes de realizar la cirugía el 29 de enero de 1988.
En el mismo período, el gran mufti Muhammad Sayyid Tantawy publicó una fatwa, reconociendo que Sally Mursi necesitaba la cirugía por su salud y que era espiritualmente legal cambiar de sexo para las personas transgénero, si sus médicos decían que lo necesitaban. Pero dijo que antes de que Mursi pudiera someterse a la cirugía, tuvo que seguir todas las reglas del Islam para las mujeres durante un año, excepto la relativa al matrimonio.

### Batalla legal
Mursi estudió medicina en la Universidad de Al-Azhar cuando fue suspendida, antes de la transición, por usar ropa de mujer. Cuando regresó después de transicionar, fue expulsada y la universidad inició una batalla legal contra su médico, Ashamallah, lo que provocó su expulsión del Sindicato de Médicos. El Sindicato solicitó una fetua sobre el caso al jeque Muhammad Sayyid Tantawy, quien designó el problema como una condición médica y sujeto a la discreción del médico. Al-Azhar llevó el caso contra Ashamallah ante los tribunales, proceso en el que Sally fue sometida a un examen corporal completo. El examinador confirmó el diagnóstico y Ashamallah fue absuelto.

### Carrera artística
Después de su transición en 1998, fue a las escuelas de danza más grandes de Egipto y aprendió danza profesional, luego trabajó en los hoteles más grandes y trabajó como bailarina durante dos años consecutivos.
En 2006, el Tribunal Supremo Administrativo de Egipto dictaminó que Sally tenía derecho a completar sus estudios en la Facultad de Medicina Femenina de la Universidad Al-Azhar y anuló el fallo del Tribunal Administrativo que confirmaba la decisión de la universidad de no matricular a la estudiante en la Facultad de Medicina para Niñas.